# 北畠家
北畠家（きたばたけけ、または北畠氏（きたばたけし））は、村上源氏の一流である公家・武家・華族だった家。
もとは村上源氏中院家庶流で大納言を極官としており、後世の家格に当てはめると羽林家相当の家であった。
南北朝時代に南朝の忠臣として重きをなし、伊勢国に進出して南北朝合一後も国司として勢力を保ち、公家大名、戦国大名として戦国時代末まで命脈を保ったが、1576年（天正4年）に織田信長に滅ぼされた。明治維新後久我侯爵家の分家として再興され、華族の男爵に叙されている。

## 歴史

### 鎌倉・南北朝時代
中院家の家祖通方の子、雅家が洛北の北畠（現在の京都御苑北部）に移ったことから「北畠」を称し、代々和漢の学をもって仕えた。
北畠家には幼くして叙爵した者が多く、雅家の子・師親は『公卿補任』によれば生まれる前、師親の子・師重は2歳、師重の子・親房は生後5ヶ月、親房の子・顕家は3歳で叙爵しているが、これは三条実重や大宮季衡、洞院公賢・洞院公敏のように、北畠家が天皇の私的に近い臣下であったことが原因であると考えられる。雅家の母の甥（雅家の従兄弟）に当たる源雅具は、当初皇位とは無縁であった邦仁王（後の後嵯峨天皇）に早くから仕えていたため、邦仁王の即位に伴い公家社会を昇進することになるが、雅家も雅具と同じ時期から同じように出世していることから、雅家も同様に即位前の邦仁王に仕え、それによって雅家の子孫達も早くから叙爵されることになったと考えられる。
北畠家は後嵯峨天皇以降大覚寺統との関係が深く、後嵯峨上皇出家時には雅家が、亀山上皇出家時には師親が、後宇多上皇出家時には師重が出家している。
鎌倉時代末期の北畠親房は、後醍醐天皇の建武の新政を支え、後醍醐没後には南朝の軍事的指導者となり、南朝の正統性を示す『神皇正統記』を記した。親房の長男北畠顕家は、父とともに義良親王（後の後村上天皇）を奉じて奥州鎮定に赴き、建武政権から離反した足利尊氏を京都から追い、次弟の北畠顕信とともに南朝勢力として足利方と戦った。

### 室町時代
親房の三男北畠顕能は伊勢国司となり、以後の北畠家宗家は伊勢に定着した。室町時代に入っても伊勢で独自の勢力を持ちその支配形態は国司体制を維持するいわば公家大名というべきものであった。幕府の伊勢守護の勢力圏が北伊勢に限られたのに対し、雲出川以南の一志郡、飯高郡、飯野郡、多気郡、度会郡といった南伊勢は北畠家が掌握していた。また、歴代の当主は一志郡の多芸城（霧山城）を居城とし、多芸御所と呼ばれた。
南北朝合一後、明徳の和約が守られず北朝系によって天皇位が独占されるようになったことに反発し、応永22年（1415年）に北畠満雅が室町幕府に対して挙兵した。一度は和睦したが、正長元年（1428年）7月に嗣子のなかった称光天皇が崩御した際も北朝傍流の後花園天皇が後継に選ばれたため、小倉宮聖承を担いで再び反乱を起こしたが、幕府の大軍に攻められ、同年（1429年）12月に安濃郡岩田川にて討ち死にした（岩田川の戦い）。この戦いで北畠家は一志郡・飯高郡を失い、それぞれ長野満藤、土岐持頼に与えられたが、のちに幕府から返還された。
嘉吉元年（1441年）、足利義教が暗殺された嘉吉の乱が起きると、首謀者の1人で縁戚関係にある赤松教康が国司北畠教具を頼ってきたが、保護を拒否して自害させ、幕府への恭順を示している。
応仁元年（1467年）の応仁の乱では、戦火を逃れて伊勢にやってきた足利義視を保護している。北畠家は東軍方に付いたが、洛中の戦闘には参加していない。他方、敵対する北伊勢の長野工藤氏は西軍に付いている。
室町時代後期、教具・政郷・材親の三代に関しては、断続的に幕府から伊勢守護に任命され、伊勢国司と守護を兼任した。
伊勢北畠氏からは木造氏（一志郡）、大河内氏（飯高郡）、坂内氏（飯高郡）、田丸氏（度会郡）、星合氏（一志郡）、波瀬氏（一志郡) 、岩内氏（飯高郡）、藤方氏（安濃郡）の諸氏が分かれ出て、それぞれ御所と称された。木造御所は北畠庶流の筆頭であったが、木造御所の官位は北畠宗家・多芸御所を上回ることもあり、度々宗家と対立した。そのため、田丸御所・坂内御所・大河内御所の三家が北畠三御所となり、なかでも大河内氏は筆頭とされ、宗家が絶えたときは、これを継ぐ立場にあった。
また奥州や津軽には、北畠顕家の子孫説や北畠顕信の子孫説、または顕家（または顕信）の子孫が入婿となったとされる北畠庶流が浪岡御所として存続していた。

### 戦国・安土桃山時代

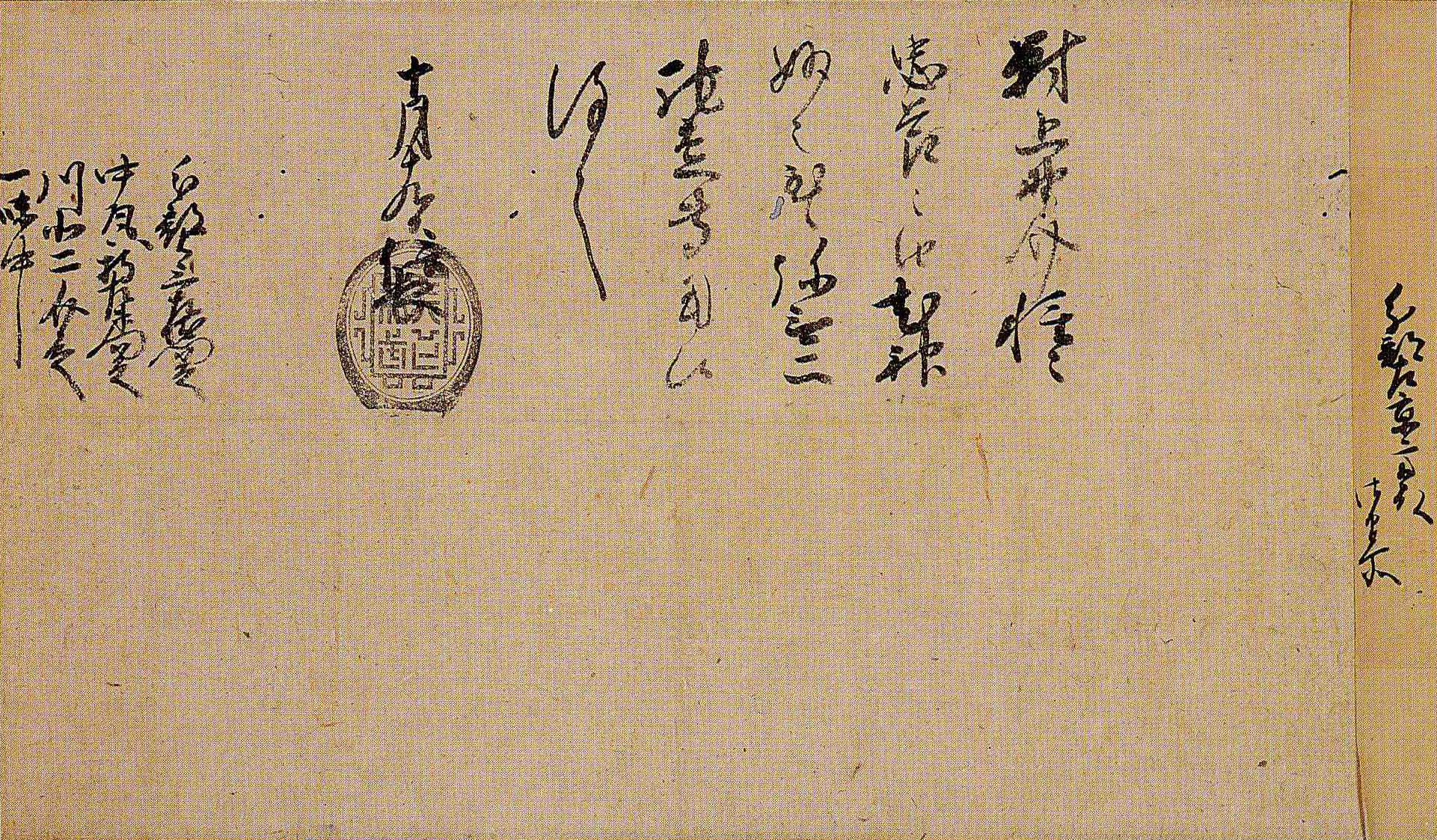
織田信長黒印状/高島町歴史民俗資料館蔵（織田信長が北畠家の粛清を行った際に、協力した地元国人衆らに出した感状）

戦国時代に入ると、英主・北畠晴具が現れ、北畠家は南伊勢、志摩国、伊賀国の南部、大和国の南部、紀伊国の東部にまでに及ぶ一大勢力となった。他方、北伊勢の雄たる長野工藤氏とは激しく争ったものの、決着をつけることができなかった。
晴具の子の具教の代には、長野工藤氏を従わせて北伊勢に進出し、志摩への支配も強めるなど、戦国大名として最盛期を迎えた。また、永禄5年（1562年）5月に長野稙藤と長野藤定が死去したため、長野工藤氏の支配権を完全に握った。
しかし、具教の子の具房の代になると、伊勢国は度々織田信長の侵攻を受けるようになり、北畠家の旗下であった長野工藤氏、神戸氏が次々織田家に服属して信長の弟や子を当主に迎え、織田家に乗っ取られていった。
永禄12年（1569年）8月、織田信長の侵攻を受け、大河内城を包囲・攻撃され、10月に将軍・足利義昭の仲介で和議を結んだ（大河内城の戦い）。その結果、信長の次男・織田信雄を北畠具房の養子とし、かつ先代・具教の娘である雪姫（千代御前）の婿に迎えるという織田家に有利な形で講和することとなった。信雄は1575年（天正3年）に北畠家の家督を相続する。この時、木造氏の当主は具教の実弟・木造具政であったが、織田家に内通している。
天正4年（1576年）11月、三瀬御所に隠居していた具教は、信長の命を受け信雄が放った刺客により館を急襲され、四男・徳松丸、五男・亀松丸と共に暗殺された。次男・長野具藤、三男・北畠親成は田丸御所にて、大河内教通、波瀬具祐、岩内光安、坂内具義と共に殺害され、坂内御所においては坂内具房、霧山御所においては城代・北畠政成、および波瀬具通が殺害された（三瀬の変）。北畠一門抹殺の理由としては、足利義昭の信長包囲網に組する武田信玄の西上作戦に際して、具教が船を出すと密約を交わしていたことなどがあげられる。
具房はその身柄を滝川一益に預けられ、安濃郡河内に3年間幽閉された後、天正8年（1580年）1月5日に京都で死去した。これら一連の信長の行動により北畠家は名実ともに織田家によって乗っ取られた。
天正10年（天正10年）6月、信長が本能寺の変で死去すると、備後に逃れていた具教の実弟・北畠具親が伊勢五箇篠山城に戻り再挙するが落城、後に蒲生氏のもとに客臣として迎えられた。変後の清洲会議にて、信雄は織田家の後継者になろうと画策し、織田姓に復したため、伊勢国司家としての北畠家は滅亡した。

### 再興
中院通勝の子親顕が北畠家の名跡を継承したが、寛永7年（1630年）、親顕が没し、跡継ぎがなく最初の再興北畠家は断絶した。
次に再興されたのは明治時代だった。幕末維新期の久我家当主久我建通の四男通城は明治元年（1868年）9月に越後国柏崎県知事、明治2年（1869年）4月に兵庫県知事に就任するなど若くして要職を歴任したため、久我家の嫡子ではないものの昇殿を許された。これをもって通城に久我家の庶流として新たに堂上家を興すことが許されたとする説があるが、実際にはそうではなく一代限りで堂上並として扱われたものと考えられる。建通によれば、明治3年（1870年）3月に彼が通城を当主とした北畠家を再興させたい旨を政府に願い出たところ、権判官醍醐忠敬から通城に昇殿が許されたのは一代限りのことであり、堂上家といえども次男が北畠に改姓することは認められないとして請願を却下されたという。
通城は一代限りの堂上だったため、華族制度成立後の当初は一代限りの終身華族になっていたが、明治3年（1870年）11月に通城に永世禄245石1斗の支給があり、これをもって通城は一家を新たに起こすことを許されて終身華族から永世華族になったと考えられ、そのため明治4年7月19日付けで通城に北畠への改姓が許されている。北畠親房の後裔としての御家再興だった。華族が五爵制になった明治17年（1884年）に北畠通城には男爵位が与えられ、後に北畠親房、顕家らを祭る霊山神社の宮司を務めた。昭和前期に北畠男爵家の邸宅は東京市杉並区神明町にあった。

## 歴代当主
1. 北畠雅家（1215年 - 1274年）
2. 北畠師親（1244年 - 1315年）
3. 北畠師重（1270年 - 1322年）
4. 北畠親房（1293年 - 1354年）
5. 北畠顕能（1326年？ - 1383年？）
6. 北畠顕泰（1361年？ - 1414年）
7. 北畠満雅（1382年？ - 1429年）
8. 北畠教具（1423年 - 1471年）
9. 北畠政郷（1449年 - 1508年）
10. 北畠材親（1468年 - 1518年）
11. 北畠晴具（1503年 - 1563年）
12. 北畠具教（1528年 - 1576年）
13. 北畠具房（1547年 - 1580年）
14. 北畠具豊（1558年 - 1630年）　※ 1582年、織田に復姓。

北畠家は大名化しても公家としての意識は持ち続け、伊勢国司家の歴代当主の花押は武家ではなく公家のものであった。

### 北畠男爵家
1871年、久我家から分家。
1. 北畠通城（1849年 - 1888年）
2. 北畠克通（1875年 - 1943年）
3. 北畠義郎（1897年 - 1961年）

## 子孫
宗家
第9代当主北畠具房に男子はないとされ、その父北畠具教と具房の弟たちは第10代当主・具豊こと織田信雄に討たれたため、宗家の男系子孫は落胤を称する家を除いて知られていない。
第8代当主北畠具教の娘・雪姫（千代御前）は織田信雄正室となり、父の横死後も信雄正室の地位を保ち、その長男と次男を生んだ。成長した長男・織田秀雄は信雄の没落後、豊臣秀吉から越前国大野郡に5万石を領したが、関ヶ原の戦いで西軍に属したため改易され、さらに子女なく早世したため、その子孫はいない。
第7代当主北畠晴具の次男（あるいは三男）で北畠家支流の木造家に養子に入った木造具政の娘は織田信雄の側室（のち継室）となり、信雄の四男で上野国小幡藩2万石を与えられた織田信良を生んだ。小幡藩主家は信良の子織田信昌の死後に信良の異母弟の家系から養子を入れたため、北畠家の子孫としては残らなかったが、信良の娘の系統を通じて勧修寺婧子が仁孝天皇の母となり、現在の皇室へと繋がっている。
北畠晴具 - 木造具政 - 娘 - 織田信良 - 娘 - 稲葉知通 - 稲葉恒通 - 娘 - 勧修寺経逸 - 婧子 - 仁孝天皇 - (以降歴代天皇)
木造氏

北畠顕能の子・木造顕俊が木造庄に入って木造氏を名乗ったことに始まる。
木造氏に養子に入った北畠晴具の子・木造具政の子孫は孫の代までしか系譜に見えないが、具政の義弟である木造具次の子俊宣が江戸幕府に仕え、子孫は旗本木造氏として存続した。
また、木造氏の出身で滝川一益から滝川姓を与えられた滝川雄利の系統は江戸初期に大名、のち旗本として存続した。幕末に大目付になり、鳥羽・伏見の戦いの戦端を開いた滝川具挙は子孫にあたる。

星合氏

北畠政郷の子・星合親泰が一志郡星合城に入って星合氏を名乗ったことに由来する一族。星合具種は後に坂内氏の養子となり、具種の子の星合教房が星合氏を継いだ。しかし、教房とその子である弥十郎は早死にしてしまい、教房の兄教賢の子具泰が星合氏の家督を継いだ。以降は堀江氏（嫡子・嫡孫以外は星合を名乗ることは許されなかった）を称した。具泰は大和国吉野に潜伏したが、伊勢国が織田氏の支配下になると帰国して復姓し、織田信雄の家臣となった。のち織田秀雄の家老となり、秀雄の死後、幕府に召しだされて旗本となり、以降は幕臣として幕末まで続いた。
このほか、幕臣に星合氏と同族を称する藤方氏がいる。

神戸氏

神戸氏は元は桓武平氏の末裔とされる関氏の庶流であった。北畠政郷の子（材親の子とも）・神戸具盛が神戸為盛の養子として入り、北畠一門となった。具盛は岸岡城と高岡城を築いて一族や有力家臣を入れ、河曲郡一帯を支配し神戸氏の最盛期を築いた。信長の伊勢侵攻では敗れ、信長の三男・神戸信孝を養子として招いた。しかし具盛は信孝を粗暴に扱ったため、近江国日野城に幽閉され、一門衆は粛清されて神戸氏は滅亡した。具盛の末子に高島氏の名跡を継いだ高島政光がおり、その子の神戸政勝は自分の子である高島政房を具盛の養子として継がせた。政房の子は神戸良政と名乗り、紀州徳川家に仕えてのちに「勢州軍記」「伊勢軍記」等を著作した。

田丸氏

北畠政郷の子・田丸顕晴が度会郡田丸城に入って田丸氏を名乗ったことに始まる。戦国時代に田丸直昌が現れて豊臣秀吉に仕え、海津城4万石の主となった。しかし関ヶ原の戦いで西軍に加担したため改易、子孫は加賀藩の前田氏などに仕えた。幕末には天狗党の乱で最後の当主・田丸直允とその一族が処刑され田丸宗家は断絶した。藩士や幕臣としての子孫が残るが養子継承されているため血縁的な繋がりはない。

森本氏
森本氏は一志郡森本に興った一族で、木造顕俊の子・森本俊氏を祖とする。いわゆる親族家臣で、「御所」とは呼ばれなかった。織田信長の伊勢侵攻には抵抗するものの敗れ、当時の当主・森本俊貞は飯高郡下栃川に所領を与えられ称念寺を建設した。

岩内氏
出自は北畠一門でありながら不明な点が多い。多気郡岩内より興ったとされる。江戸時代の動向、血縁関係など詳細は不明で今後の研究が待たれる。

浪岡氏

秋田氏
安東氏（秋田氏）に仕えた北畠慶好の子孫は明治維新まで家老として存続し、維新後は浪岡姓に復姓した。明治時代の当主・浪岡具雄はその末裔で、北畠顕家の墓を建立した。

山崎氏
浪岡顕佐は浪岡顕村の娘を娶り、山崎を称して館野越（たてのこし）に住み、庄屋・医者として江戸時代を過ごした。この系統はのちに2家に分かれ、一方は弘前藩医（顕甫が開業）として活動した。館野越の一族は明治15年に山崎の姓から北畠へ復した。
水木（溝城）氏
川原御所・北畠具信の系統は溝城（のち水木）を称し、早くから津軽氏の支配に服して江戸時代を過ごした。

北畠治房流北畠男爵家
興福寺の寺侍の家系に生まれた平岡鳩平は、天誅組の変に参加し、その後官僚となった。北畠家の後裔を称し、北畠治房と改名した。

## 主要家臣

### 北畠四管領
室町時代に伊勢国に勢力を有した国司大名北畠氏の一門かつ重臣の中で特に有力な者を四管領と称した。北畠四管領、伊勢四管領とも。太田亮編『姓氏家系大辞典 第2巻』（角川書店、1934年）に曰く「又、四管領あり。事を掌る。その族を坂内、田丸、木造、波瀬、藤方の諸氏となす」とある。

### その他の家臣一覧
- 家城之清
- 大宮景連
- 大宮吉守
- 芝山秀定
- 芝山秀時
- 鳥屋尾満栄
- 藤方朝成
- 藤方安正